# Gianfranco Becchina
Gianfranco Becchina (* 1939 in Castelvetrano) ist ein italienischer Antikenhändler, der mit illegal ausgegrabenen antiken Objekten handelte.

## Leben
In jungen Jahren zog Becchina zu seinem Onkel nach Carbonia auf Sardinien. Als junger Erwachsener arbeitete er dort als Kellner. Carbonia war zu der Zeit von Kohleminen geprägt, doch als diese in den 1960er Jahren schlossen, zog Becchina nach Basel. Dort begann er als Laufbursche im Hotel Helvetia, das er später kaufte. Über einen Hotelgast, Elie Borowski, kam er in den Antikenhandel. Außerdem gründete er 1985 die Firma Olio Verde, die Olivenöl in Castelvetrano im Westen Siziliens produziert. Dort verbringt Becchina auch seinen Ruhestand. Das Unternehmen wird mittlerweile von den drei Töchtern weitergeführt.

## Illegaler Antikenhandel

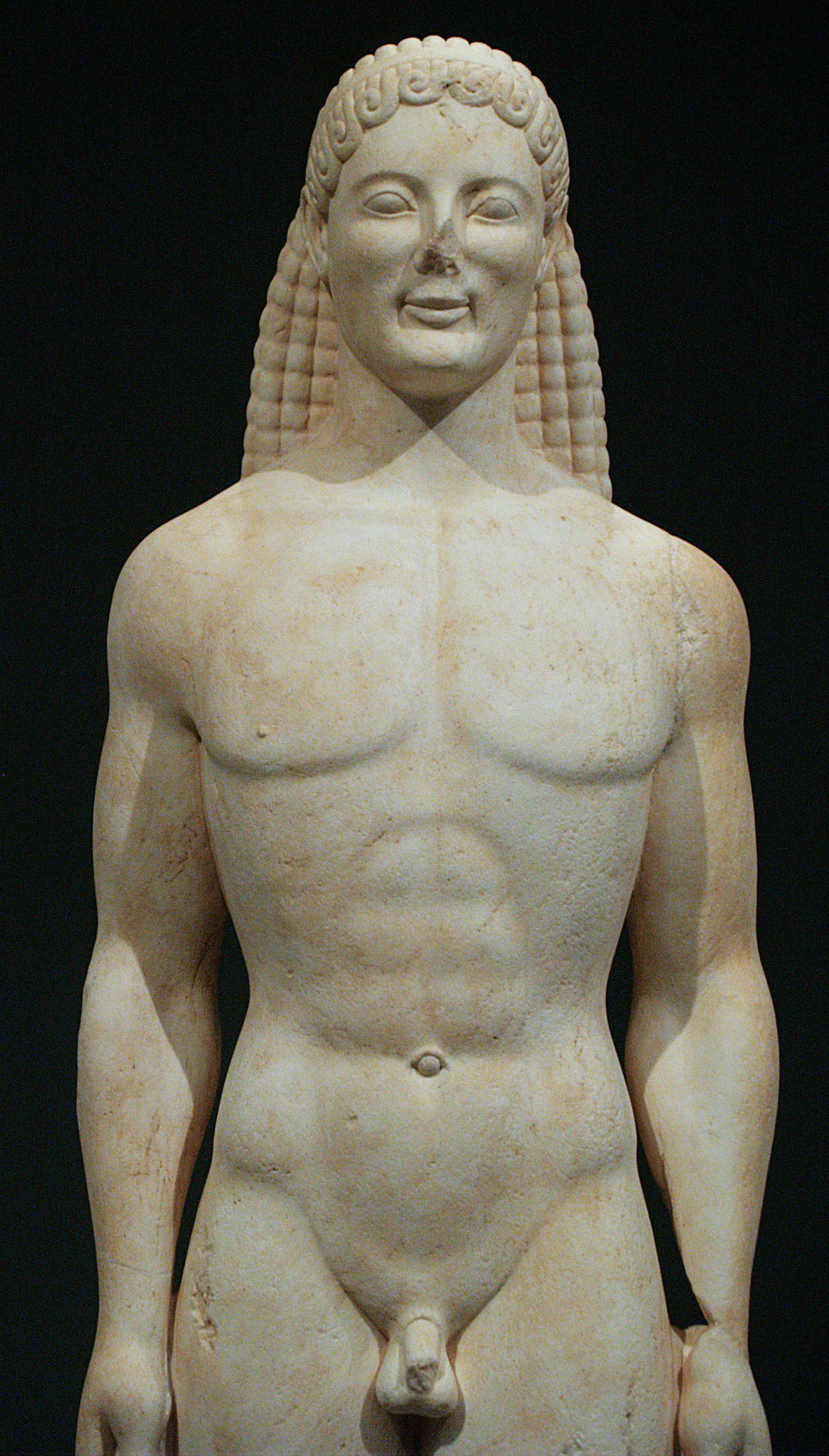
Kouros des J. Paul Getty Museums

Gianfranco Becchina eröffnete zusammen mit seiner Frau Ursula-Marie Becchina-Juraschek ein Geschäft für Antiken, die Galerie Antike Kunst Palladion (benannt nach dem Palladion). Über diese Galerie verkauften sie seit den 1970er Jahren Raubkunst, die sie über ein Netzwerk von Grabräubern und Schmugglern beschafften. Becchina verkaufte antike Objekte, die er teils von sogenannten „Tombaroli“, Grabdieben, erhielt, die unter anderem Objekte vom Weltkulturerbe-Friedhof von Cerveteri, Pompeji, Ruinen von Syrakus, Salinunte, Tarent und Canosa stahlen. Es gelang ihnen, antike Objekte an Museen wie das Ashmolean Museum, den Louvre, das Museum of Fine Arts in Boston, das Metropolitan Museum of Art in New York, das Princeton University Art Museum, das Toledo Museum of Art und das J. Paul Getty Museum zu verkaufen. Es waren aber auch Einzelpersonen wie Shelby White und ihr Mann Leon Levy, der Sammler George Ortiz und der Antikenhändler Noriyoshi Horiuchi. Von Becchina stammt auch die Marmorstatue des griechischen Jünglings Kouros, die er für 10 Millionen Dollar an das J. Paul Getty Museum verkaufte. Bis heute gibt es den Verdacht, dass es sich um eine Fälschung handelt.
Ins Visier der Polizei geriet Becchina erstmals 1994, als ins Castello di Melfi eingebrochen wurde und acht Vasen aus der Zeit von Alexander des Großen entwendet wurden. Daraufhin wurde von einer Sonderstaffel der italienischen Carabinieri, der Tutela Patrimonio Culturale, die „Operation Geryon“ eingeleitet. Die Vasen wurden im Oktober 1994 bei einer polizeilichen Durchsuchung der Wohnung des Antikenhändlers Antonio Savoca sichergestellt. Dabei wurde auch eine Kartei mit Geschäftsvorgängen beschlagnahmt, woraufhin Luigi Coppola als Lieferant der Melfi-Vasen identifiziert wurde und zusammen mit seinem Komplizen Pasquale Camera, einem Zollbeamten, überwacht wurde. Camera starb während eines Autounfalls auf dem Weg zu einer Antikenhändlerin, Frieda Tchacos. In seinem Auto wurden Fotos von illegal ausgegrabenen antiken Objekten gefunden. Es wurde beispielsweise ein Foto eines Paestanischen rotfigurigen Kraters des Malers Asteas gefunden, welchen Becchina 1981 an das J. Paul Getty Museum verkaufte. Weitere Untersuchungen führten zu dem Fund eines von Pasquale Camera angefertigten Organigramms, das die Struktur des illegalen Antikenhandels darstellte. Im Zentrum stand der US-Antikenhändler Robert Hecht, der Verbindungen zu Sammlern und Museen in den USA hatte und davon abgehend waren auf dem Organigramm zwei Händlerketten: Eine über Giacomo Medici und eine über Gianfranco Becchina, die Hecht mit illegal ausgegrabenen Artefakten versorgten. Becchina erhielt wiederum Objekte unter anderem von Raffaele Monticelli aus Tarent, der 2002 zu vier Jahren Haft verurteilt wurde.
Im Jahr 2002 wurden drei von Becchinas Lagern und die Galerieräume durchsucht. Etwa 13 000 Dokumente, 6 300 Artefakte und 8 000 Fotografien wurden beschlagnahmt. Davon konnten 5361 Objekte Italien zugeordnet und an Italien zurückgeführt werden. Vier Jahre später wurde eine weitere Lagerstätte mit Artefakten entdeckt. Becchina wurde 2011 wegen illegalem Handel mit antiken Objekten verurteilt und legte Berufung ein. Daraufhin wurde er wegen Verjährung freigesprochen.
Im Mai 2022 wurden seine Vermögenswerte endgültig von der Direzione Investigativa Antimafia beschlagnahmt, darunter das Castello di Bellumvider in Castelvetrano. Friedrich II. ließ das Castello 1239 als Jagdresidenz bauen. Später war es der Adelssitz der Familien Tagliavia und Aragona Pignatelli Cortes, den Fürsten von Castelvetrano. Dort lebte Becchina seit 1990 mit seiner Familie. Darüber hinaus wurden 38 Gebäude, zwei Unternehmen (Olio Verde Srl und Demetra Srl), 24 Grundstücke und vier Fahrzeuge beschlagnahmt. Das beschlagnahmte Vermögen liegt Schätzungen zufolge bei 10 Millionen Euro.

### Beziehungen zur sizilianischen Mafia
Die beiden Cosa-Nostra-Mitglieder und Kronzeugen Rosario Spatola und Vincenzo Calcara gaben 1992 an, dass Becchina Verbindungen zur Mafia in Campobello di Mazara und Castelvetrano habe. Auch die Kronzeugen Angelo Siino und Giovanni Brusca bestätigten diese Verbindung. Die Kronzeugen sagten aus, dass Becchina finanziell zur Flucht des Mafiosos Matteo Messina Denaro beigetragen habe. Erhärtet wurden diese Vorwürfe zusätzlich durch Giuseppe Grigoli, der im Zuge seiner Verurteilung wegen seiner Rolle als unternehmerischer Arm von Matteo Messina Denaro behauptete, dass er zwischen 1999 und 2006 Umschläge voller Geld von Becchina erhalten habe. Dieses Geld habe Grigoli einem Mittelsmann, Vincenzo Panicola, dem Schwager des damals flüchtigen Matteo Messina Denaro übergeben.
Eine weitere Verbindung gibt es durch die 1987 von Becchina gegründete Firma Atlas Cementi Srl, in die vier Jahre später der Geschäftsmann Rosario Cascio als Teilhaber einstieg, der beschuldigt wurde, einer der Kassierer von Matteo Messina Denaro zu sein.

## Rückgabe von antiken Objekten
Das J. Paul Getty Museum und das Toledo Museum of Art haben einige illegal ausgegrabene Artefakte, die sie von Becchina erworben haben, an Italien zurückgegeben. Außerdem wurden 2012 zwei Keramikgefäße und ein Marmorkopf von der US-amerikanischen Zollbehörde vom New Yorker Auktionshaus Christie’s beschlagnahmt.
2023 forderte Italien sieben antike Objekte vom Louvre zurück. Diese wurden zwischen 1982 und 1995 unter anderem von Becchina angekauft. Das bekannteste Stück ist eine Amphore aus dem 5. Jahrhundert v. Chr., die dem Berliner Maler zugeschrieben wird. Weitere Stücke sind griechische Vasen des Ixion-Malers aus dem 4. Jahrhundert v. Chr. sowie Werke im Stil des Antimenes-Maler aus dem 6. Jahrhundert v. Chr.

## Verkaufte Objekte (Auswahl)
| Objekt                                                       | Herkunft | Verkauf von Becchina an...                     | Anmerkung/Rückgabe                                                                                                 | Foto |
| ------------------------------------------------------------ | --- | ---------------------------------------------- | --- | ---- |
| Paestianischer rotfiguriger Krater des Asteas                | Gefunden 1974 in Benevento von einem Arbeiter bei Grabungen für ein Abwassersystem. Dieser tauschte den Krater auf dem Schwarzmarkt gegen ein Ferkel | J. Paul Getty Museum (1981) für 275 000 Dollar | Rückgabe 2005 an Italien, befindet sich heute im Museo Archeologico Nazionale del Sannio Caudino in Montesarchio   |      |
| Bronzekopf aus der Zeit zwischen 100 v. Chr. und 100 n. Chr. | Vermutlich Bubon in der Türkei, wo Ende der 1960er Jahre illegale Ausgrabungen durchgeführt wurden                                                   | J. Paul Getty Museum im Jahr 1971              | Zurückgegeben an die Türkei im Jahr 2024                                                                           |      |
| Sarkophagdeckel mit schlafender Frau („Sleeping Beauty“)     | Italien, stammt aus Plünderung in den 1970/80er Jahren. Becchina erwarb den Sarkophagdeckel von Antonio Savoca und importierte ihn 1981 nach Basel   | George Ortiz für 80 000 CHF                    | Beschlagnahmung des Sarkophagdeckels 2014 aus einem Lagerhaus in New York. Zurückgegeben an Italien im selben Jahr |      |